# Arcsoft TotalMedia Theatre
Arcsoft TotalMedia Theatre — универсальный медиаплеер, разработанный компанией ArcSoft Inc для воспроизведения 3D, Blu-ray, HD и DVD дисков, он поддерживает Windows 8, Windows 7, Windows Vista, Windows XP x32-бит. Распространяется исключительно цифровая (доступная для загрузки) версия. Ранние версии поддерживали Windows XP x64-бит. Разработка новых версий и поддержка прекращены.

## Возможности
| - DVD (*.VOB) - MPEG (*.MPG;*.MPEG;*.MPE;*.MPA;*.MPV;*.M2P;*.EVO) - MPEG-1 (*.M1V) - MPEG-2 (*.M2TS;*.M2T;*.MTS) - MPEG-2 TV (*.TS;*.TTS;*.TP;*.TRP) - MPEG-4 AVC (*.264;*.26L;*.H.264;*.MOV;*.JSV;*.JVT;*.MVC;*.M4V) - MPEG-4 (*.MP4;*.DIV;*.DIVX) - VC1 (*.VC1) - Video CD (*.DAT) - Video for Windows (*.AVI) - Windows media (*.ASF;*.WM;*.WMV;*.ASX) - FLV (*.FLV;*.F4V) - MKV (*.MKV) - QuickTime (*.MOV;*QT) - 3GP (*.3GP;*.3G2) - JVC MPEG2 (*.TOD;*.MOD) - DV (*.DV) - MCE (*.DVR-MS;*.WTV) | - MP3 - WAV - WMA - AAC - Ogg - FLAC | - SRT - SSA - IDX - SUB |